# Mughni
Mughni es una localidad del raión de Ashtarak, en la provincia de Aragatsotn, Armenia, con una población censada en octubre de 2011 de 781 habitantes. 
Se encuentra ubicada en el centro de la provincia, cerca del monte Aragáts y a poca distancia al noroeste de Ereván y al norte de la frontera con la provincia de Armavir.